# Ewa Majewska
Ewa Alicja Majewska (21 de julio de 1978) es una filósofa, activista política y autora polaca. En la década de 1990 y principios de la de 2000, estuvo involucrada en movimientos anarquistas, antifronterizos, ecológicos y de mujeres.
Ha colaborado en destacadas conferencias y proyectos internacionales y ha publicado artículos y ensayos en diarios, revistas y volúmenes recopilados, como: e-flux, Signs, Third Text, Journal of Utopian Studies y Jacobin.
Fue becaria visitante en la Universidad de California en Berkeley, en el Instituto de Ciencias Humanas de Viena y actualmente está afiliada al Instituto de Investigación Cultural de Berlín.

## Biografía
Majewska estudió filosofía, literatura francesa y estudios de género en la Universidad de Varsovia, Polonia. En 2007 se doctoró en conceptos filosóficos de la familia en la Universidad de Varsovia. Desde 2003, es profesora de estudios de género en la universidad.
De 2011 a 2013, fue profesora en el Instituto de Cultura de la Universidad Jaguelónica de Cracovia (Polonia), a lo que siguieron dos años como becaria visitante en el Instituto de Ciencias Humanas de Viena (Austria) y otros dos años (2014 a 2016) en el ICI de Berlín.
Sus investigaciones actuales se centran en la filosofía de Hegel, con especial atención a la dialéctica y los débiles, la teoría crítica feminista y las culturas antifascistas. Su libro, Feminist Antifascism: Counterpublics of the Common, fue publicado por Verso en 2021.
Fue voluntaria de la IndyMedia polaca y trabajó en la sección de mujeres del Comité de Asistencia y Defensa de los Trabajadores Reprimidos. También es autora de un informe sobre la violencia contra la mujer en la familia y las relaciones íntimas para la sección polaca de Amnistía Internacional (2005).
En 2004, junto con la artista y feminista Aleksandra Polisiewicz, formó el dúo artístico Syreny TV. Produjeron documentales sobre una serie de manifestaciones en Varsovia y el proyecto All Forward to the Extreme Right (2005): película que registra conversaciones en torno a la analogía entre la Polonia de 2005 y la República de Weimar. Se proyectó en Weimar en el festival Attention, Polen Kommen! (2005) y en exposiciones en Varsovia y Gdańsk.

### Política
Entre los años 2015 y 2018, fue miembro del partido político socialdemócrata polaco Lewica Razem (Izquierda Unida) y ocupó cargos en el comité de supervisión y el consejo nacional del partido. En las elecciones parlamentarias de 2015, se postuló para el Sejm en el distrito de Varsovia desde el puesto 26 en la Lista Total. Como parte del partido, participó en el trabajo de la comisión estatutaria y cocreó el programa "Juntos por la Cultura". En mayo de 2016, fue elegida miembro del comité de auditoría del partido y en junio de 2017 para el consejo nacional. Desde finales de 2018, no es miembro del partido.[cita requerida]

## Libros

### Como autora
- Art as a guise? Censorship and other paradoxes of politicizing culture [¿El arte como disfraz? La censura y otras paradojas de la politización de la cultura]. Cracovia: Ha!art corporation, 2013, serie: The Radical Line. ISBN 978-83-64057-30-4.
- Feminism as a social philosophy. Sketches from family theory. [El feminismo como filosofía social. Esbozos de la teoría de la familia]. Varsovia: Difin, 2009. ISBN 978-83-7641-091-3.

### Como coautora
- Ewa Majewska, Jan Sowa (ed.): Zniewolony umysł 2. Krakow: korporacja ha!art [La mente cautiva 2. Cracovia: ¡ja!, corporación de arte], 2007, serie: The Radical Line. ISBN 83-89911-61-2.
- Martin Kaltwasser, Ewa Majewska, Kuba Szreder (ed.): Futurism of industrial cities. Kraków: korporacja ha!art [Futurismo de las ciudades industriales. Cracovia: ¡ja!, corporación de arte], 2007. ISBN 978-83-89911-70-4.
- E. Majewska, E. Rutkowska, Escuela Equal, Casa de Cooperación Polaco-Alemana, Gliwice, 2007.
- A. Wolosik, E. Majewska, Sexual harassment Stupid fun or serious matter [Acoso sexual Estúpida diversión o asunto serio], Diffin Publishing House, Varsovia, 2011.

### Publicaciones recientes
- Anti-fascist Cultures, Institutions of the Common, and Weak Resistance in Poland [Culturas antifascistas, instituciones del común y resistencia débil en Polonia], en: Third Text, 33/2019: A Bitter Victory? [¿Una amarga victoria?].[15]
- Weak Resistance: Image, Community and Utopia Beyond the Heroic Paradigm [La débil resistencia: Imagen, comunidad y utopía más allá del paradigma heroico], en Praktyka Teoretyczna (2/2019).[16]
- Feminism Will Not Be Televised [El feminismo no será televisado], en e-flux Journal.[17]
- What Does She Still Want? Ophelia’s Madness as a Structural Transformation of the Public Sphere [¿Qué es lo que todavía quiere? La locura de Ofelia como transformación estructural de la esfera pública], en Ophelias.[18]